# توربينة مركبة
التوربينة المركبة هي توربينة بخارية تحتوى على غطائين أحدهما عالي الضغط والآخر ذو ضغط منخفض يعملان معا لإنتاج الطاقة من مصدر واحد للبخار. يتمدد البخار جزئيا في غطاء الضغط العالي ثم يخرج إلى مرحلة الضغط المنخفض.

## مركب مترادف أو عكسي
يمكن أن يكون الجزأ الدوار مترادف بحيث يكون المحورين متصلين من نهايتهما أو عكسي بحيث كل توربين يحوي محور منفصل عن الآخر. في المركب العكسي يتصل كل محور بمولد منفصل ويمكن استخدام واحد فقط باستخدام ناقل حركة.

## المميزات

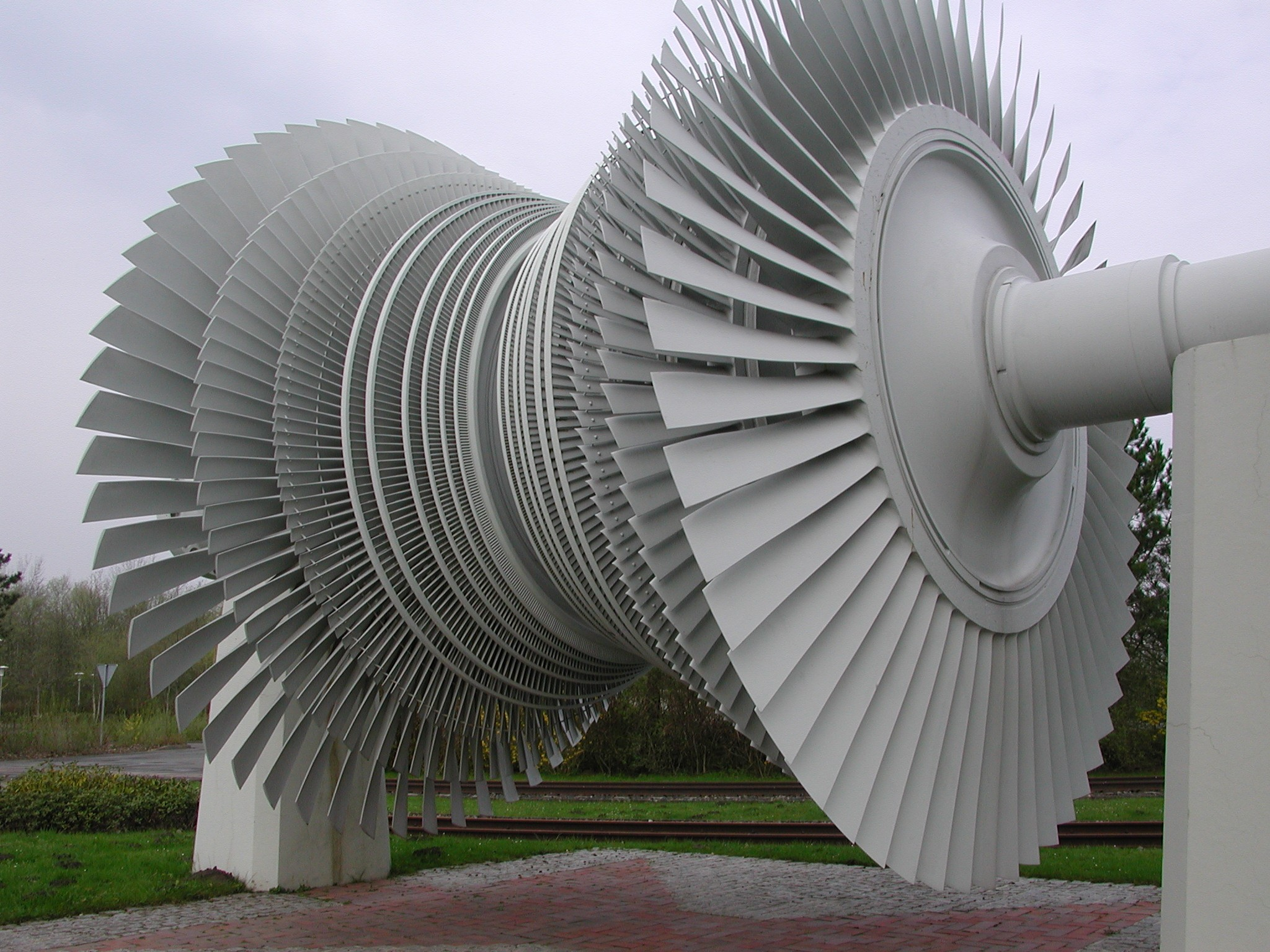
سريان منقسم بالعضو الدوار في الضغط المنخفض. البخار يدخل في المنتصف ويتمدد في اتجاهين.

الميزة الرئيسية للتوربينة المركبة هي تقليل حجم أيا من الغطائين كتقليل حجم الغطاء ذو الضغط العالي. أيضا يمكن تقسيم البخار في الضغط المنخفض لأجل تساوى الدفع النهائي.